# Oxydactyla coggeri
Oxydactyla coggeri és una espècie de granota de la família Microhylidae que viu a Papua Nova Guinea.